# 周維京
周維京（？—？），字伯瑾，號台石，又號銀臺，福建泉州府晋江县人，通判周夢斗侄，明朝政治人物。進士出身。

## 生平
萬曆二十二年甲午科福建鄉試第五人，二十三年（1595年）联捷乙未科會試第九十一名，廷試二甲第十一名進士，工部觀政，本年八月授户部貴州司主事，二十五年徐州管倉，二十六年升员外郎，升江西司郎中。历官户部江西、河南二司清吏司郎中，除湖廣右參政，去職。天启二年（1622）正月，起复任廣東惠潮道參政。三年四月，升广东按察使，两奉勑督理整飭粮儲兵備道。五年二月，升四川右布政使。六年十一月，升浙江左布政使，淮扬兵备。十二月，升应天府府尹。崇禎元年（1628），升南京通政使司通政使，三月罷。

## 逸事
《司空日记》载：周银台维京，其父母年逾四十，有一子，名王官，锺爱之，五岁而殇。其母念之甚，晨夕于大士前焚香祈祷。一夜梦所焚香烟直上入云，有一孩子循香烟而下，直至母前，母视之，则其子王官也。持之大恸。儿谓母勿哭，大士已请于帝，今复为母子矣。母果娠，生子即银台公也。后第乙未进士，与余同年，官至通政使。予向闻其事，询之银台公，果然。笋江周生维甲，郡庠生也。甲午未入试前数月，梦人持榜示之，其第五人为周维，而下一字以指蔽之，不令见。周觉自喜，以为指甲即己名也。迨秋间大比，其族人周维京应选入，遂登第五魁。神之隐机若此。

## 家族
曾祖周發，乡宾。祖周公錫，以子夢斗贈信宜知縣。父周一敬，封户部主事。母吴氏，封太安人。具庆下。弟周维章（庚子舉人）。子周廷鑨，天启五年进士。